# Château Kornis–Rákóczi–Bethlen
Le château Kornis–Rákóczi–Bethlen, dit aussi château de Radnót ou Iernut, est un château transylvanien situé à Iernut dans le județ de Mureș. Il tire son nom actuel de différentes familles de propriétaires, à savoir les familles Kornis, Rákóczi et Bethlen. 
Le château est actuellement abandonné et en ruines.

## Histoire
Construit en 1545 pour Gáspár Bogáthy, c'est un château de style Renaissance avec un plan fermé rectangulaire, à l'italienne. Il est à l'époque l'un des châteaux les plus confortables de Transylvanie, avec ses imposantes fortifications et ses douves.
À la suite de la bataille de Kerelőszentpál en 1575, le prince vainqueur Étienne Báthory proscrit les partisans de Gáspár Bekes, fait exécuter Gáspár Bogáthy et confisque Radnót au profit du Trésor de Transylvanie. Le prince Sigismond Ier Báthory fait don du domaine en 1587 à Ferenc Kendi, exécuté deux ans plus tard. Le château passe dans les mains de la famille Kornis avec le propriétaire suivant, Boldizsár Kornis, également exécuté en 1610. Des modifications sont apportées par le prince Gábor Bethlen au cours de confiscations répétées.
En 1649 le prince Georges II Rákóczi fait réaménager entièrement le château par l'architecte vénitien Agostino Serena entre 1650 et 1660. On trouve encore sur la porte nord la légende « AUGUSTINUS SERENA ARCHITECTUS VENETUS OPERA FECIT ». Après la défaite contre les Turcs lors de la bataille de Szászfenes (hu) en 1660, la forteresse devient propriété d'Anna Bornemisza (en), épouse du prince Abaffi Ier. Son fils, le nouveau prince Abaffi II, y tient 15 sessions parlementaires de la Diète de Transylvanie (en) dans un contexte de guerre contre l'envahisseur ottoman. Le domaine appartient ensuite à François II Rákóczi. Il le quitte en 1707 pour Marosvásárhely où il est couronné Prince de Transylvanie. Le château retourne au décès de sa veuve en 1758 au Trésor de Transylvanie. Le comte Miklós Bethlen de Bethlen, chancelier, achète le château en 1764. Un mauvais coup de feu tiré par un officier en 1802 enflamme un bardeau qui prend à la toiture, restaurée ensuite plus simplement et sans niveau. 
Le domaine reste dans la famille Bethlen jusqu'en 1885 date à laquelle le comte Márk Bethlen le perd au jeu au profit du comte Jenő Haller qui en fait don à l'Église catholique de Transylvanie. Le château est quelque peu restauré en 1887. Les communs et certains bâtiments sont par la suite progressivement démantelés et les douves comblées. Il appartient alors à l'Église catholique de Gyulafehérvár.
Le château est nationalisé en 1948 et devient dans les années 1990 une école d'agriculture. Un musée commémoratif est inauguré dans les années 1960 dans la maison Kígyos du domaine.
Le château est de nos jours dans un état de délabrement avancé, avec notamment un dernier incendie d'une partie de toitures en 2012.

## Galerie

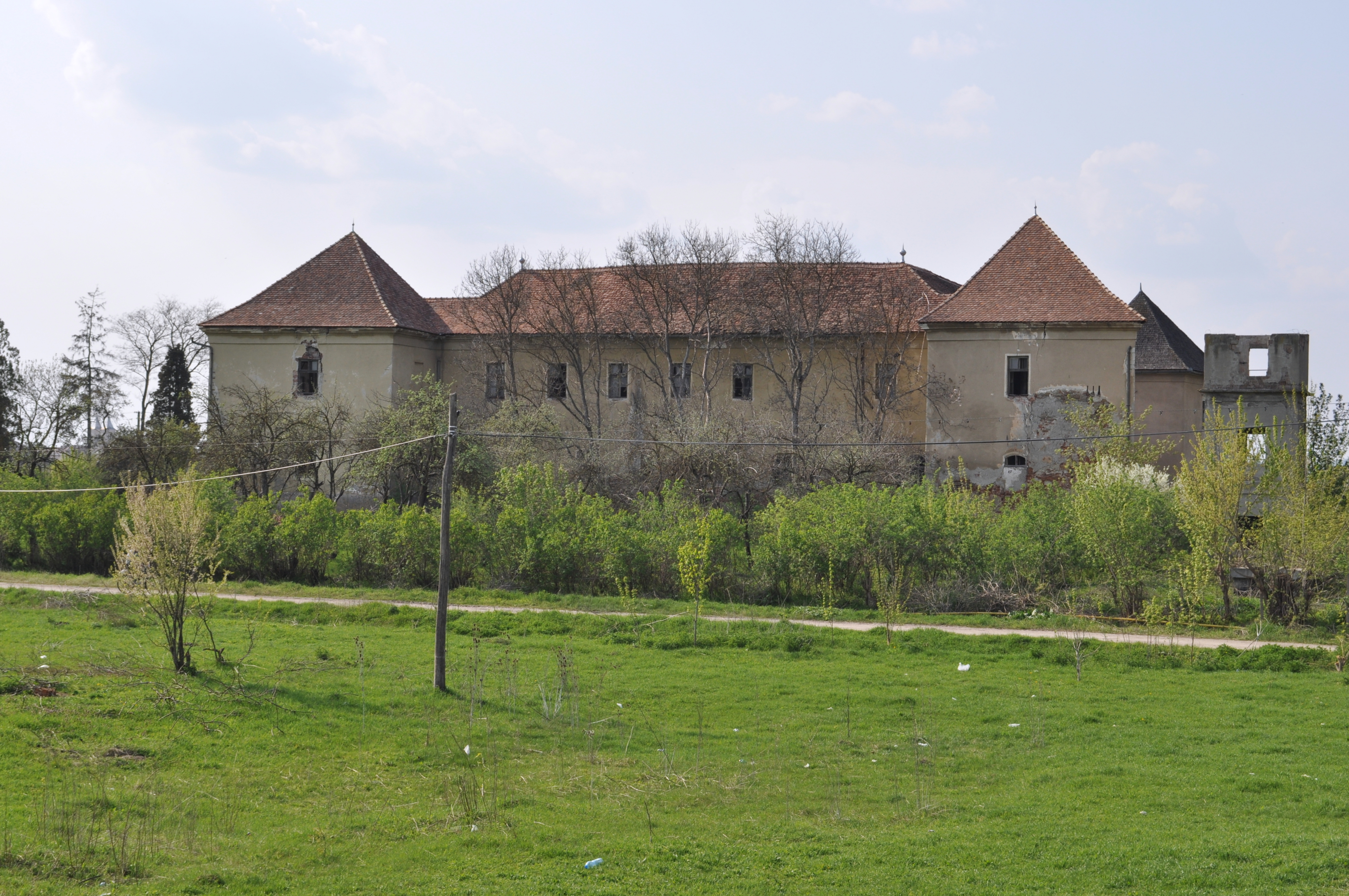
[Quoi ?]
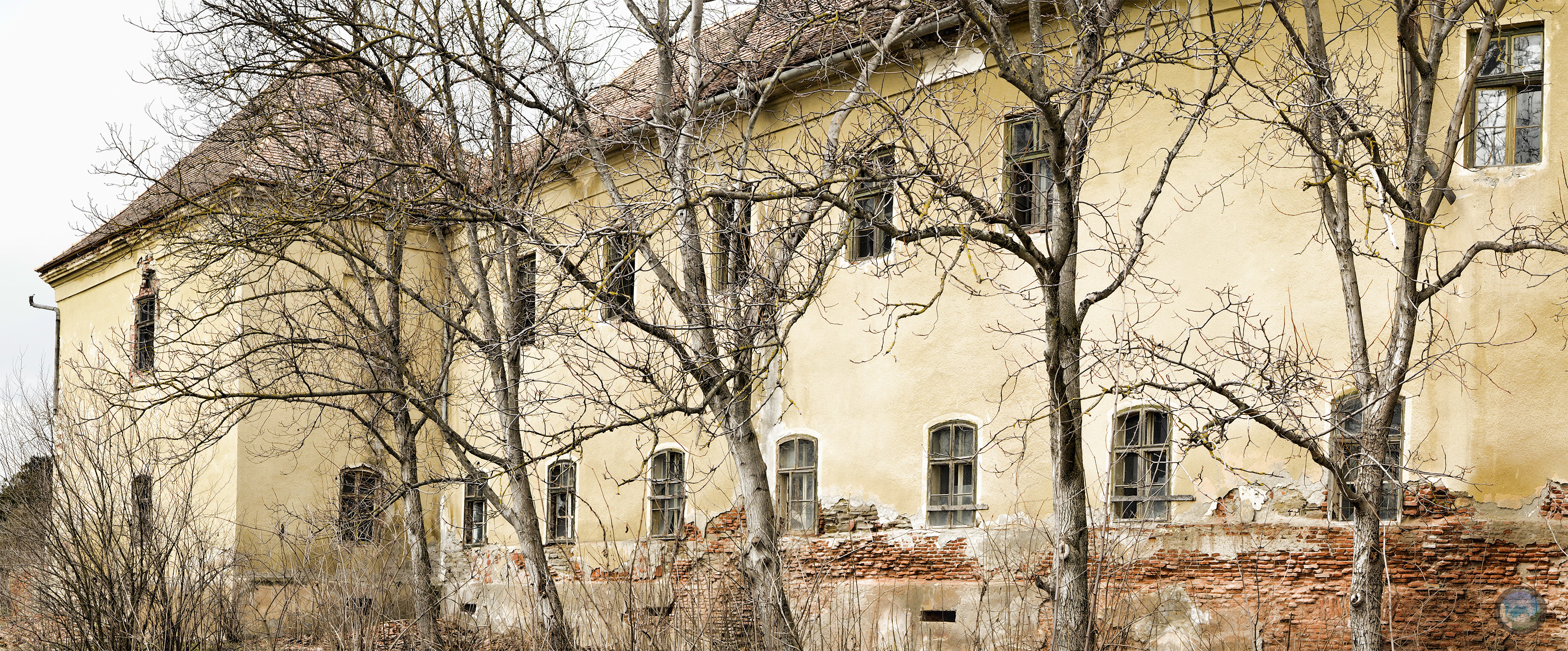
[Quoi ?]
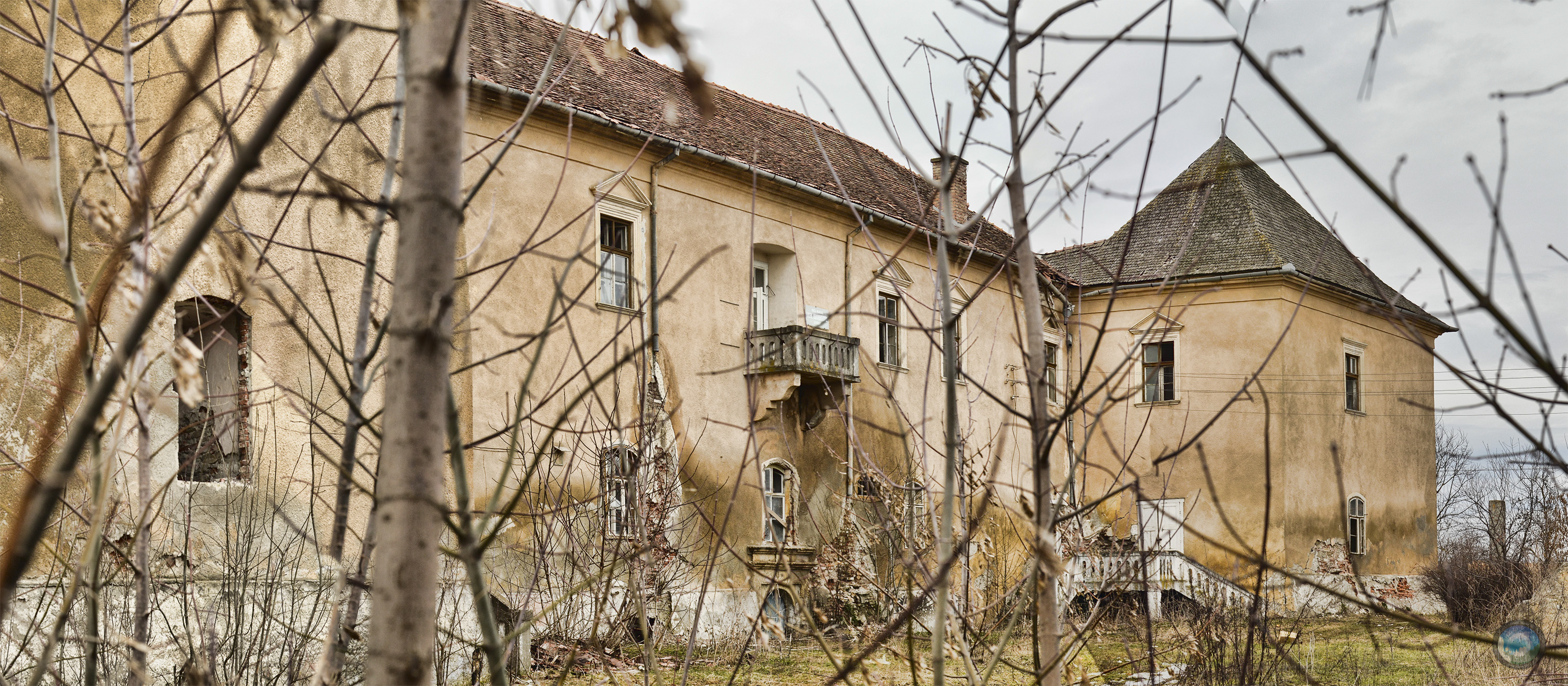
[Quoi ?]
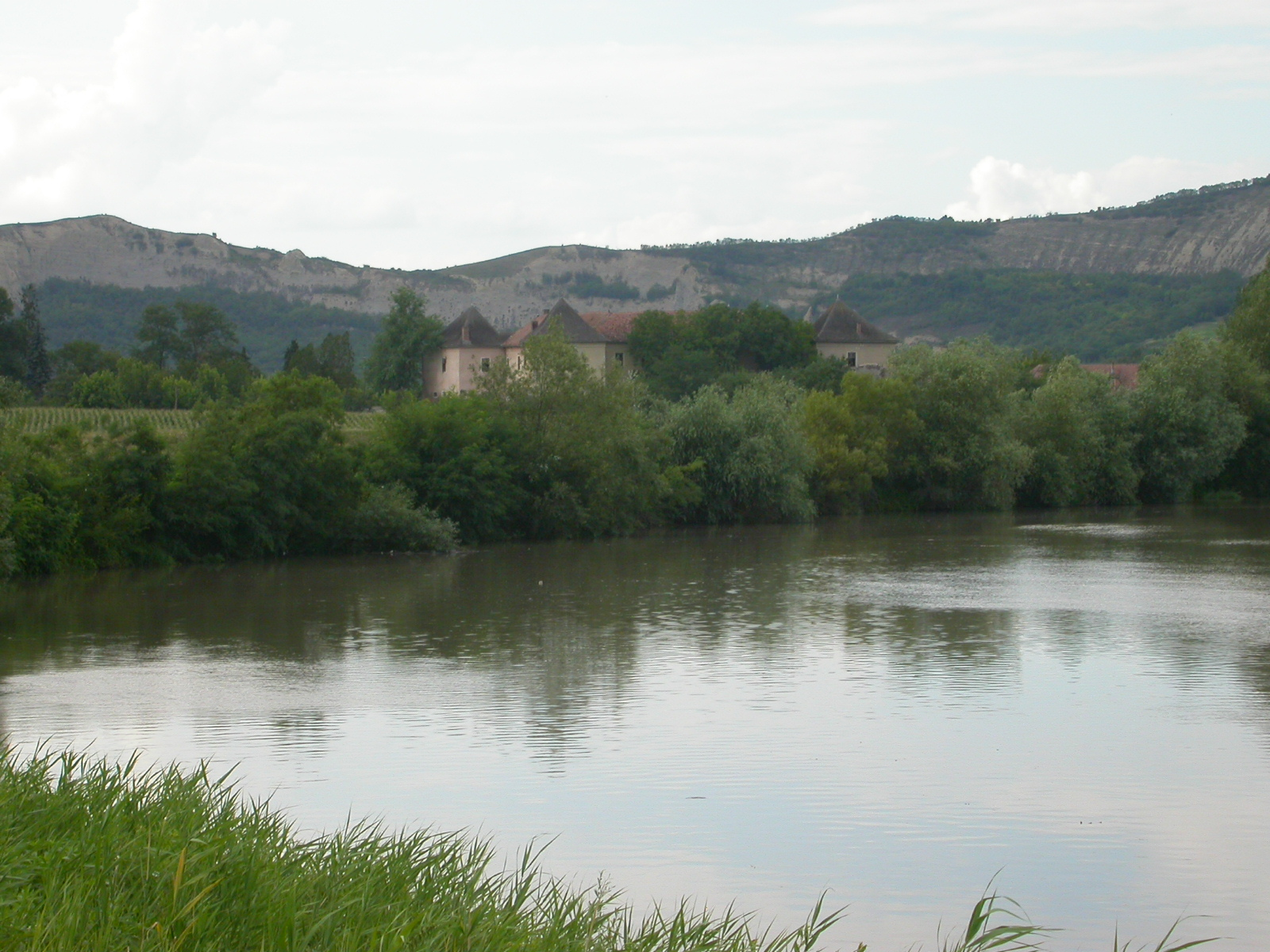
[Quoi ?]
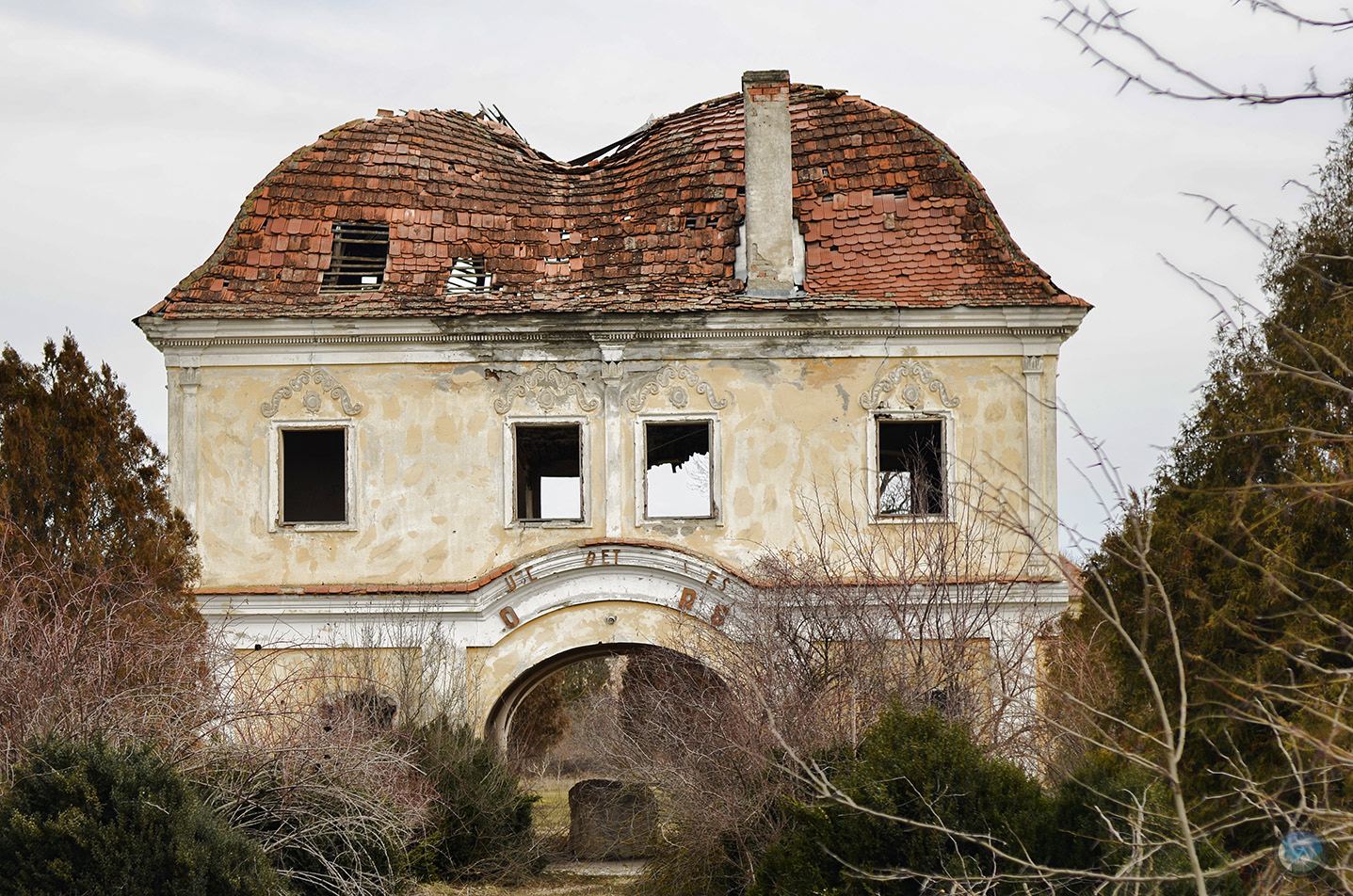
Porte principale

## Sources
- Albert Fekete : Az erdélyi kertművészet - Maros menti kastélykertek, Kolozsvár, 2007
- Château Kornis-Rákóczi-Bethlen